# Pogona vitticeps
Pogona vitticeps é uma espécie de lagarto do gênero Pogona, endêmico da Austrália.

## Descrição

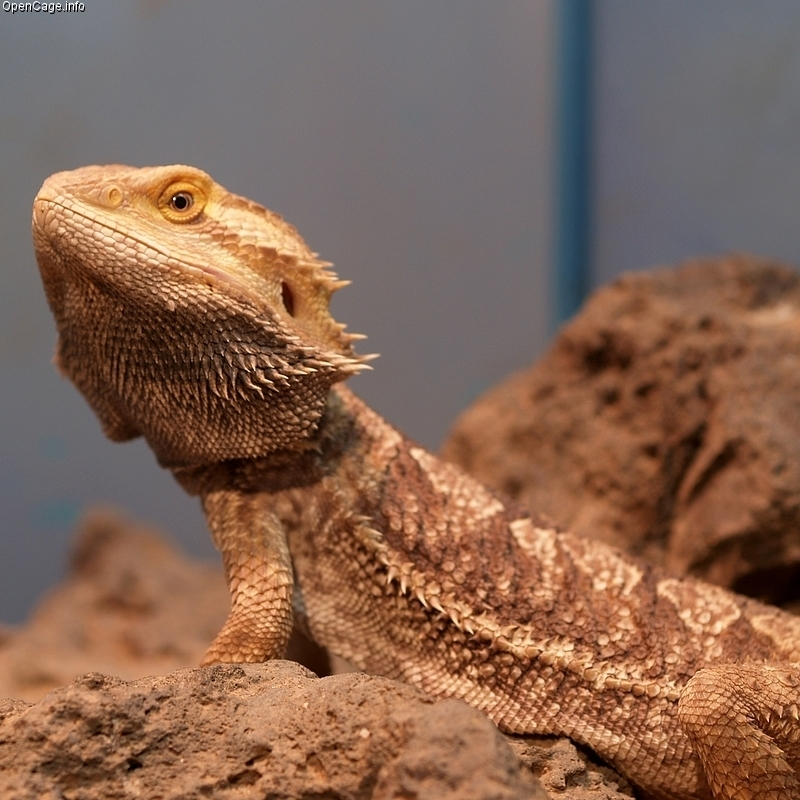
Pogona vitticeps no Zoológico de Tennouji

O Pogona vitticeps é um lagarto de médio porte, medindo entre 50 e 60 cm, que vive nas áreas secas e arborizadas do interior da Austrália. A sua aparência de tons tostado e sarapintado de preto ao longo do corpo torna-o único. À volta do pescoço possui uma zona de escamas mais escuras, formando uma espécie de colar, daí que vem seu nome, uma vez que esta particularidade lembra também a forma de uma espécie de barba.

## Dieta
Este réptil se alimenta primariamente de insetos, como grilos, gafanhotos e baratas, mas como é onívoro complementa sua dieta com plantas do deserto.

## Em cativeiro
Hoje em dia, o Pogona vitticeps se tornou um dos animais mais populares no mercado de répteis de estimação, graças à sua docilidade e facilidade de se relacionar com o homem. Os animais que hoje podemos adquirir nas lojas são o resultado de produções em cativeiro. Isto porque as leis de proteção ambiental australianas proíbem a exportação das espécies nativas do território.